# Tim Foster
Timothy James Carrington "Tim" Foster (MBE) (født 19. januar 1970 i Bedford, England) er en engelsk tidligere roer, olympisk guldvinder og dobbelt verdensmester.

## Karriere
Foster studerede på University of Oxford, og deltog én gang i det traditionsrige Oxford vs. Cambridge Boat Race på Themsen.
Foster vandt en bronzemedalje ved OL 1996 i Atlanta, som del af den britiske firer uden styrmand. Bådens øvrige besætning var Greg Searle, Jonny Searle og Rupert Obholzer. Fire år senere vandt han en guldmedalje i samme disciplin ved OL 2000 i Sydney, denne gang sammen med James Cracknell, Steve Redgrave og Matthew Pinsent. Han deltog også ved OL 1992 i Barcelona, som del af den britiske otter.
Foster vandt desuden to VM-guldmedaljer i firer uden styrmand, i henholdsvis 1997 og 1998.

## Resultater

### OL-medaljer
- 2000:  Guld i firer uden styrmand
- 1996:  Bronze i firer uden styrmand

### VM-medaljer
- VM i roning 1997:  Guld i firer uden styrmand
- VM i roning 1998:  Guld i firer uden styrmand
- VM i roning 1995:  Sølv i firer uden styrmand
- VM i roning 1999:  Sølv i otter
- VM i roning 1989:  Bronze i otter
- VM i roning 1991:  Bronze i otter
- VM i roning 1994:  Bronze i firer uden styrmand